# Brive-la-Gaillarde (quận)
Quận Brive-la-Gaillarde là một quận của Pháp, nằm ở tỉnh Corrèze, ở vùng Nouvelle-Aquitaine. Quận này có 15 tổng và 99 xã.

## Các đơn vị hành chính

### Các tổng
Các tổng của quận Brive-la-Gaillarde là: 
1. Ayen
2. Beaulieu-sur-Dordogne
3. Beynat
4. Brive-la-Gaillarde-Centre
5. Brive-la-Gaillarde-Nord-Est
6. Brive-la-Gaillarde-Nord-Ouest
7. Brive-la-Gaillarde-Sud-Est
8. Brive-la-Gaillarde-Sud-Ouest
9. Donzenac
10. Juillac
11. Larche
12. Lubersac
13. Malemort-sur-Corrèze
14. Meyssac
15. Vigeois

### Các xã
Các xã của quận Brive-la-Gaillarde, và mã INSEE là: 
| 1. Albignac (19003)                   | 2. Allassac (19005)                  | 3. Arnac-Pompadour (19011)            | 4. Astaillac (19012)                |
| 5. Aubazines (19013)                  | 6. Ayen (19015)                      | 7. Beaulieu-sur-Dordogne (19019)      | 8. Benayes (19022)                  |
| 9. Beynat (19023)                     | 10. Beyssac (19024)                  | 11. Beyssenac (19025)                 | 12. Bilhac (19026)                  |
| 13. Branceilles (19029)               | 14. Brignac-la-Plaine (19030)        | 15. Brive-la-Gaillarde (19031)        | 16. Brivezac (19032)                |
| 17. Chabrignac (19035)                | 18. Chartrier-Ferrière (19047)       | 19. Chasteaux (19049)                 | 20. Chauffour-sur-Vell (19050)      |
| 21. Chenailler-Mascheix (19054)       | 22. Collonges-la-Rouge (19057)       | 23. Concèze (19059)                   | 24. Cosnac (19063)                  |
| 25. Cublac (19066)                    | 26. Curemonte (19067)                | 27. Dampniat (19068)                  | 28. Donzenac (19072)                |
| 29. Estivals (19077)                  | 30. Estivaux (19078)                 | 31. Jugeals-Nazareth (19093)          | 32. Juillac (19094)                 |
| 33. La Chapelle-aux-Brocs (19043)     | 34. La Chapelle-aux-Saints (19044)   | 35. Lagleygeolle (19099)              | 36. Lanteuil (19105)                |
| 37. Larche (19107)                    | 38. Lascaux (19109)                  | 39. Le Pescher (19163)                | 40. Ligneyrac (19115)               |
| 41. Liourdres (19116)                 | 42. Lissac-sur-Couze (19117)         | 43. Lostanges (19119)                 | 44. Louignac (19120)                |
| 45. Lubersac (19121)                  | 46. Malemort-sur-Corrèze (19123)     | 47. Mansac (19124)                    | 48. Marcillac-la-Croze (19126)      |
| 49. Meyssac (19138)                   | 50. Montgibaud (19144)               | 51. Nespouls (19147)                  | 52. Noailhac (19150)                |
| 53. Noailles (19151)                  | 54. Nonards (19152)                  | 55. Objat (19153)                     | 56. Orgnac-sur-Vézère (19154)       |
| 57. Palazinges (19156)                | 58. Perpezac-le-Blanc (19161)        | 59. Perpezac-le-Noir (19162)          | 60. Puy-d'Arnac (19169)             |
| 61. Queyssac-les-Vignes (19170)       | 62. Rosiers-de-Juillac (19177)       | 63. Sadroc (19178)                    | 64. Saillac (19179)                 |
| 65. Saint-Aulaire (19182)             | 66. Saint-Bazile-de-Meyssac (19184)  | 67. Saint-Bonnet-l'Enfantier (19188)  | 68. Saint-Bonnet-la-Rivière (19187) |
| 69. Saint-Cernin-de-Larche (19191)    | 70. Saint-Cyprien (19195)            | 71. Saint-Cyr-la-Roche (19196)        | 72. Saint-Julien-Maumont (19217)    |
| 73. Saint-Julien-le-Vendômois (19216) | 74. Saint-Martin-Sepert (19223)      | 75. Saint-Pantaléon-de-Larche (19229) | 76. Saint-Pardoux-Corbier (19230)   |
| 77. Saint-Pardoux-l'Ortigier (19234)  | 78. Saint-Robert (19239)             | 79. Saint-Solve (19242)               | 80. Saint-Sornin-Lavolps (19243)    |
| 81. Saint-Viance (19246)              | 82. Saint-Éloy-les-Tuileries (19198) | 83. Sainte-Féréole (19202)            | 84. Segonzac (19253)                |
| 85. Sioniac (19260)                   | 86. Ségur-le-Château (19254)         | 87. Sérilhac (19257)                  | 88. Troche (19270)                  |
| 89. Tudeils (19271)                   | 90. Turenne (19273)                  | 91. Ussac (19274)                     | 92. Varetz (19278)                  |
| 93. Vars-sur-Roseix (19279)           | 94. Venarsal (19282)                 | 95. Vigeois (19285)                   | 96. Vignols (19286)                 |
| 97. Voutezac (19288)                  | 98. Végennes (19280)                 | 99. Yssandon (19289)                  |                                     |